# Pisogłówka

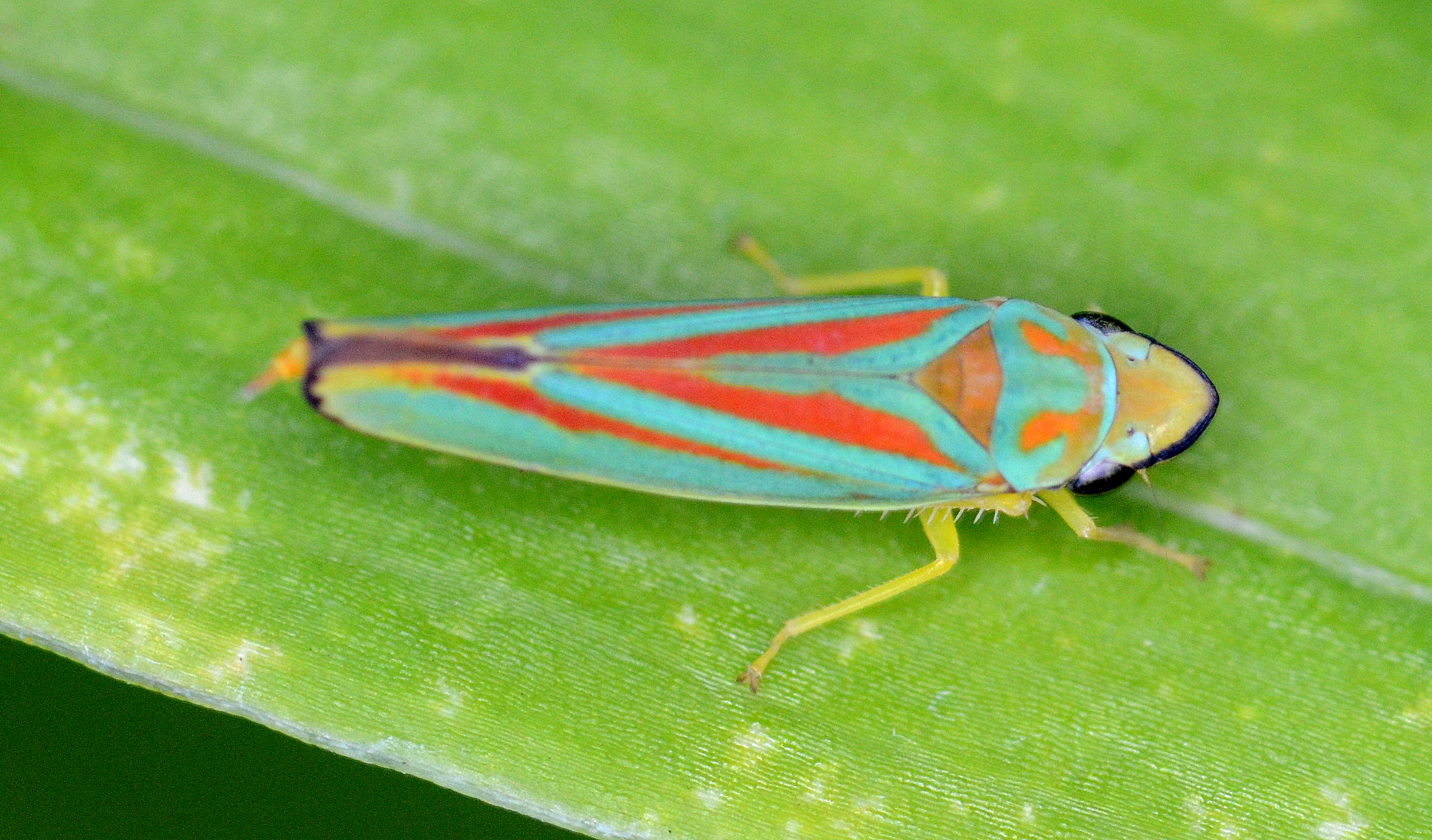
Pisogłówka różanecznikowa

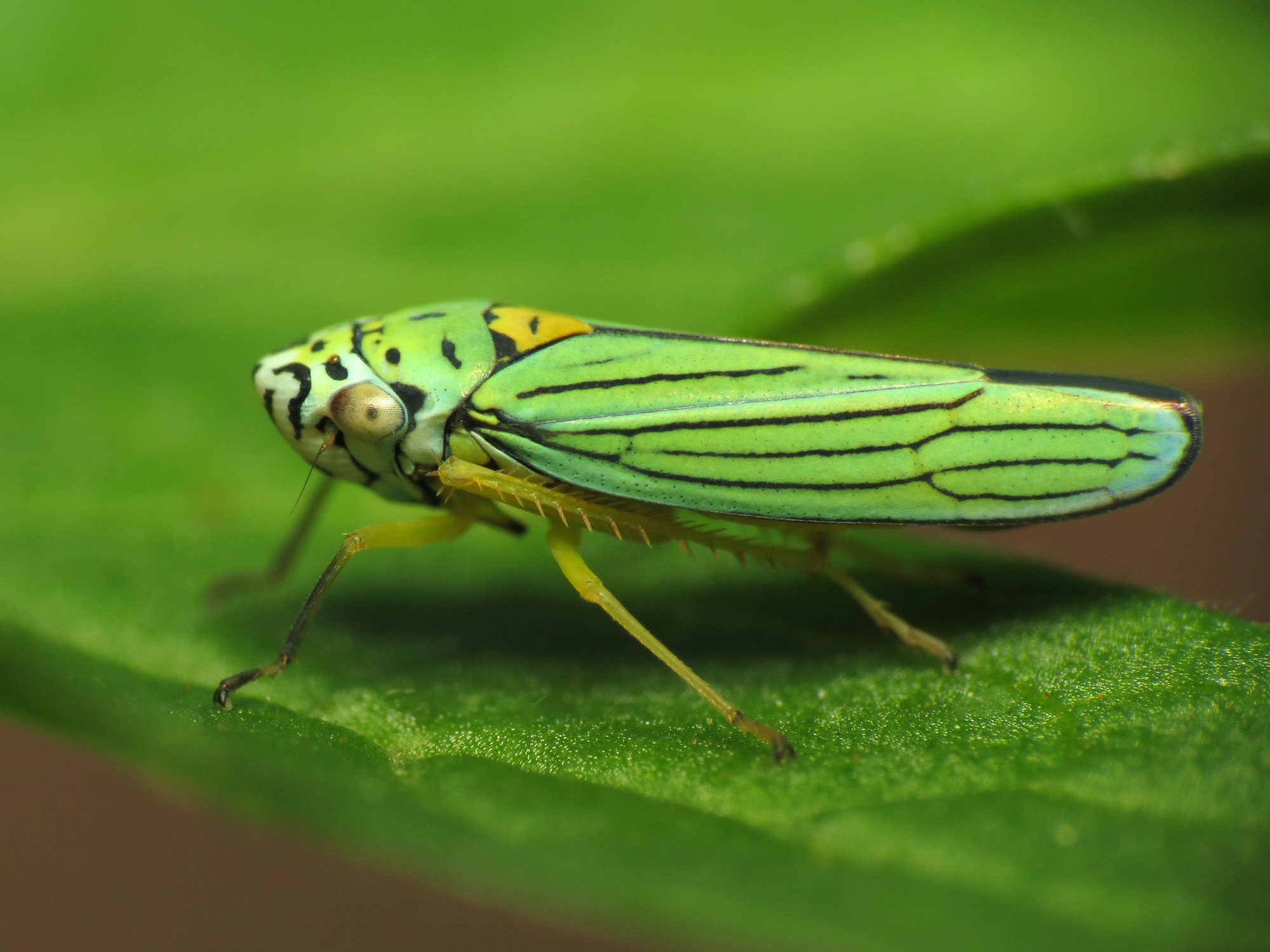
Graphocephala atropunctata

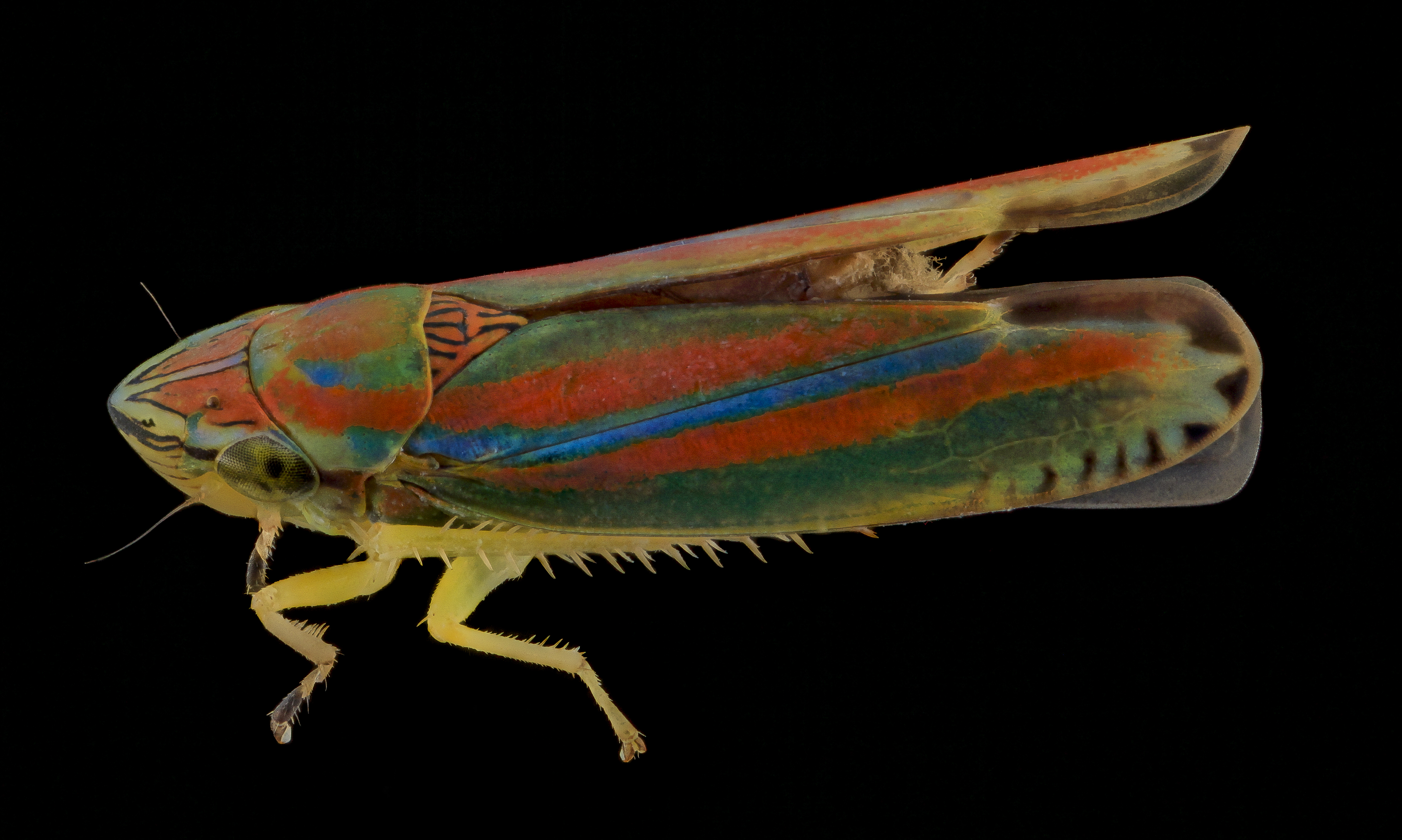
Graphocephala versuta

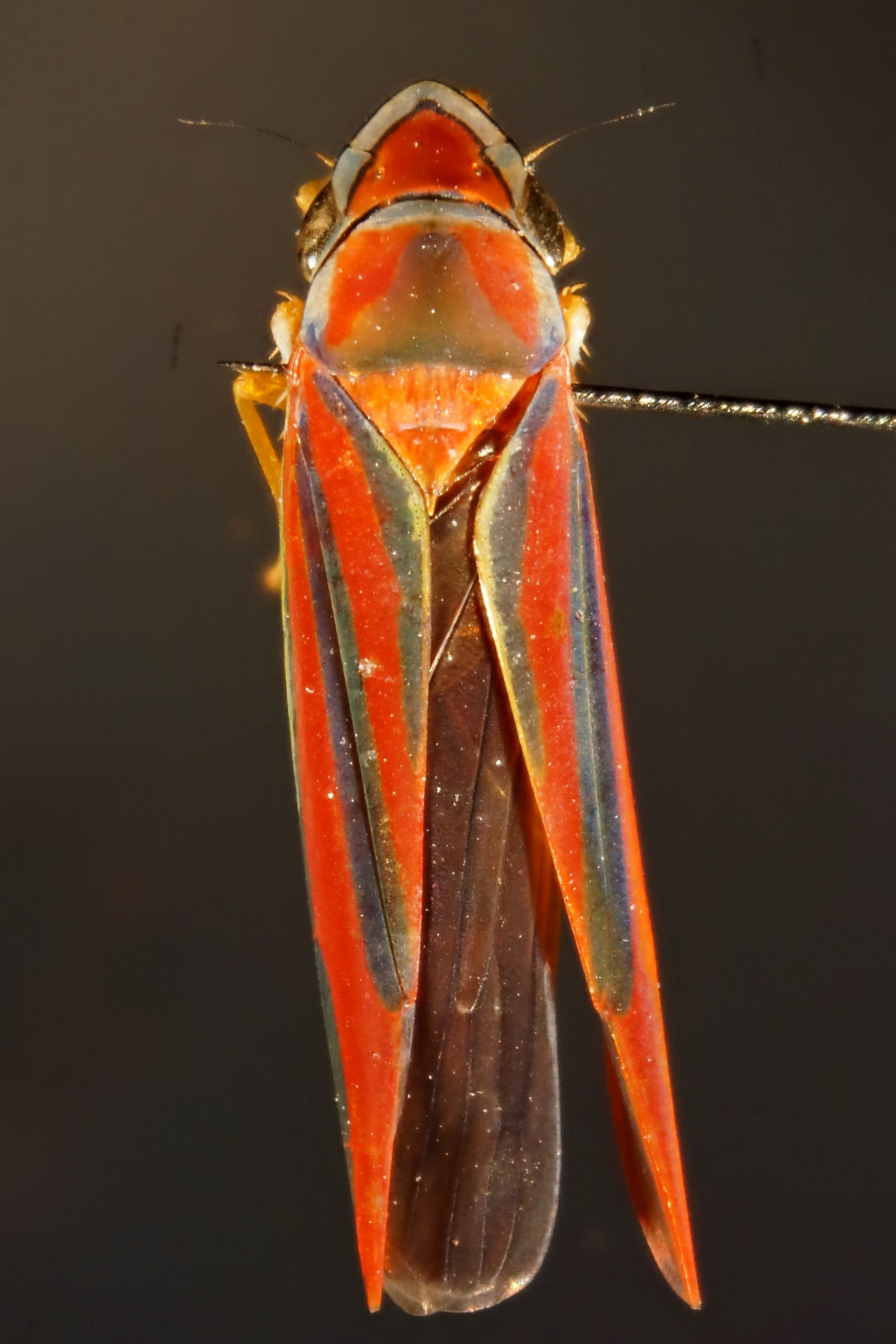
Graphocephala coronella

Pisogłówka (Graphocephala) – rodzaj pluskwiaków z rodziny bezrąbkowatych i podrodziny Cicadellinae.
Pisogłówki są najjaskrawiej ubarwionymi przedstawicielami podrodziny w całym państwie holarktycznym.
Naturalny zasięg tych pluskwiaków obejmuje Amerykę Północną, od Kanady na północy po Panamę na południu. Jeden z gatunków, pisogłówka różanecznikowa, zawleczony został do Europy, w tym także do Polski.

## Taksonomia
Rodzaj ten wprowadzony został w 1916 roku przez Edwarda Paysona Van Duzee. Jego gatunkiem typowy wyznaczono Cicada coccinea. Rodzaj ten obejmuje 62 opisane gatunki:
- Graphocephala alagarta Young, 1977
- Graphocephala albomaculata Distant, 1879
- Graphocephala apicata Young, 1977
- Graphocephala appropinquans Fowler, 1899
- Graphocephala atropunctata (Signoret, 1854)
- Graphocephala aurolineata Fowler, 1900
- Graphocephala aurora Baker, 1898
- Graphocephala bilimeki Fowler, 1900
- Graphocephala bivittata Nielson & Godoy, 1995
- Graphocephala cervina Fowler, 1899
- Graphocephala clepsydra Fowler, 1900
- Graphocephala coccinea (Forster, 1771)
- Graphocephala confluens Uhler, 1861
- Graphocephala consobrina Fowler, 1899
- Graphocephala constricta Hamilton, 1985
- Graphocephala coronella Nielson & Godoy, 1995
- Graphocephala crusa Godoy, 2006
- Graphocephala curta DeLong & Currie, 1960
- Graphocephala cythura Baker, 1898
- Graphocephala delongi Young, 1977
- Graphocephala depicta Young, 1977
- Graphocephala distanti Metcalf, 1965
- Graphocephala dohrnii Signoret, 1855
- Graphocephala edwardsii Signoret, 1855
- Graphocephala eythura (Baker, 1898)
- Graphocephala fennahi Young, 1977 – pisogłówka różanecznikowa
- Graphocephala flavovittata Metcalf, 1955
- Graphocephala gemmella DeLong & Currie, 1960
- Graphocephala guerreroensis Fowler, 1899
- Graphocephala hieroglyphica Say, 1830
- Graphocephala ignava Ball, 1936
- Graphocephala ignobilis Fowler, 1899
- Graphocephala innervis Fowler, 1900
- Graphocephala janzeni Nielson & Godoy, 1995
- Graphocephala kukla Young, 1977
- Graphocephala lemniscata Fowler, 1900
- Graphocephala lucasii Signoret, 1855
- Graphocephala lugubris Signoret, 1854
- Graphocephala lurida DeLong & Currie, 1959
- Graphocephala marathonensis Olsen, 1918
- Graphocephala minuenda DeLong & Currie, 1960
- Graphocephala nigricephala Nielson & Godoy, 1995
- Graphocephala nigrifascia Walker, 1851
- Graphocephala pectoralis Fowler, 1900
- Graphocephala penignava Young, 1977
- Graphocephala permagna Nielson & Godoy, 1995
- Graphocephala psephena Young, 1977
- Graphocephala pulchra Young, 1977
- Graphocephala pumicata Fowler, 1899
- Graphocephala punctulata Signoret, 1853
- Graphocephala redacta Fowler, 1900
- Graphocephala riverae Godoy & Villalobos, 2006
- Graphocephala rufimargo Walker, 1858
- Graphocephala sasaima Young, 1977
- Graphocephala simulata Young, 1977
- Graphocephala soluna Young, 1977
- Graphocephala spinosa DeLong & Currie, 1960
- Graphocephala subrufa DeLong & Currie, 1960
- Graphocephala teres Fowler, 1900
- Graphocephala torqua DeLong & Currie, 1960
- Graphocephala uhleri Ball, 1901
- Graphocephala versuta Say, 1830